# イノラックスジャパン
イノラックスジャパン株式会社(英文社名：Innolux Japan Co., Ltd.)は、群創光電(台湾)の日本法人。

かつてIDTech（正式社名：インターナショナル　ディスプレイ　テクノロジー株式会社、英文社名：International Display Technology）として日本IBMと台湾の奇美実業の合弁企業として2001年10月1日に創業された。2005年1月に、IDTech野洲事業所をソニーに売却する。その後も東京営業所が本社として存続。

## 沿革
- 2001年 - 奇美グループの奇美電子がIBM野洲事業所の液晶パネル生産ラインを買収する
- 2001年10月 - IDTechが設立される
- 2003年12月 - 分社化されたELディスプレイ部門が、株式会社京セラディスプレイ研究所となる
- 2005年1月 - ソニーがIDTech野洲事業所を買収する
- 2006年10月 - 東京本社が、日本CMO株式会社に社名変更する
- 2011年4月 - 東京本社が、川崎に移転する
- 2014年11月 - イノラックスオプトエレクトロニクスジャパン株式会社に社名変更する
- 2017年12月 - イノラックスオプトエレクトロニクスジャパン株式会社からイノラックスジャパン株式会社へ改称した